# 贵南柳
贵南柳（学名：Salix juparica）是杨柳科柳属的植物，为中国的特有植物。分布在中国大陆的青海等地，生长于海拔3,150米至3,300米的地区，一般生于山坡，目前尚未由人工引种栽培。

## 异名
- Salix juparica Gorz var. tibetica (Gorz) C. F. Fang